# コペプテリクス
コペプテリクス（学名：Copepteryx）またはコペプテリュクスは、日本の佐賀県や福岡県で化石が発見されるプロトプテルム科の鳥類。コペプテリクス・ヘクセリス（C. hexeris）とコペプテリクス・ティタン（C. titan）の2種が知られ、いずれも飛翔能力を欠く潜水性の海鳥である。推定全長は前者で1.2メートル、後者で約2メートルに達し、特に後者はプロトプテルム科で最大の種とされる。

## 研究史

### 化石の発見
1964年、芦屋層群山鹿層が分布する福岡県北九州市の折尾地域から鳥類の体骨格が発見された。本標本は具体的には2個の仙椎・3個の尾椎・1個の断片的な椎骨・2本の胸肋・部分的な欠損を伴う左大腿骨・右大腿骨の近位端・断片的な左腓骨・近位端を欠く左脛足根骨・右足根中足骨からなり、また骨盤の大部分が印象化石として保存されていた。腰から下が一通り揃った本標本は1個体分の骨を代表するものとみられ、特に中足骨の形態が中型のモアに類似することから、モアの祖先が発見されたと反応する研究者も居た。しかし、軽量化されたモアやダチョウの骨と比較して折尾標本は骨の内部が充填されており、これは水棲適応を示唆するものであった。本標本はKMNH VP 200,001として北九州市立自然史博物館（現・北九州市立いのちのたび博物館）に所蔵された。
こうした中で、北九州市の藍島を調査していた鹿児島大学の大塚裕之は、藍島からも鳥類化石が産出することを国立科学博物館の長谷川善和に報告した。1977年夏、長谷川は藍島の調査に向かい、彦島産の烏口骨と酷似した完全な烏口骨を含む上半身を発見した。芦屋層群藍島層から産出した本標本は多くの骨を含んでおり、仙椎以前の17個の椎骨・3本の肋骨・完全な叉骨・部分的な左肩甲骨・前側で保存の良い胸骨・一部を除いて指骨の大部分を失った翼からなる。本標本はKMNH VP 200,006として北九州市立自然史博物館に所蔵された。

### 記載と命名
Olson & Hasegawa (1996) はKMNH VP 200,006をC. hexerisのホロタイプ標本に指定し、本種を記載・命名した。またこれと同時に前述の折尾標本をパラタイプ標本に指定した。ホロタイプ標本が上半身、折尾標本が下半身の標本であるため、両標本間には比較可能な部位が存在しない。しかし骨の大きさや地質時代から判断して、折尾標本をC. hexerisに分類することの合理性はSakurai et al. (2008)が高く評価している。この他にもKMNH VP 200,002やKMNH VP 200,005をはじめ複数の標本がC. hexerisに分類されているが、こうした標本は下半身を伴うC. hexerisの標本の発見次第で同定が覆る可能性がある。
Olson & Hasegawa (1996) は1983年に藍島層で発見された大腿骨を記載し、コペプテリクス属の第二の種であるC. titanとして命名した。これは大腿骨がC. hexerisと比較して有意に大型であることに基づく判断と命名である。本標本も北九州市立自然史博物館に所蔵され、KMNH VP 200,004の標本番号がナンバリングされている。

### 命名後
コペプテリクスあるいはその可能性がある化石は複数報告されている。2008年には佐賀県武雄市からコペプテリクスの可能性のある叉骨が発見されている。またOhashi and Hasegawa (2020)は芦屋層群から産出した漸新統の烏口骨を4個報告し、このうち1個をコペプテリクス未定種として同定し、残る3個を新属新種のStenornis kanmonensisとEmpeirodytes okazakiiに分類した。

## 特徴
コペプテリクスの属名は「櫂の翼」を意味するギリシア語に由来しており、これは前肢の翼がフリッパーに進化しているプロトプテルム科に共通する特徴を反映している。プロトプテルム科は「ペンギンモドキ」とも呼ばれる鳥類の分類群であり、ペンギンと同様に歩行や遊泳に適応したいわゆる収斂の関係にあるとされる。

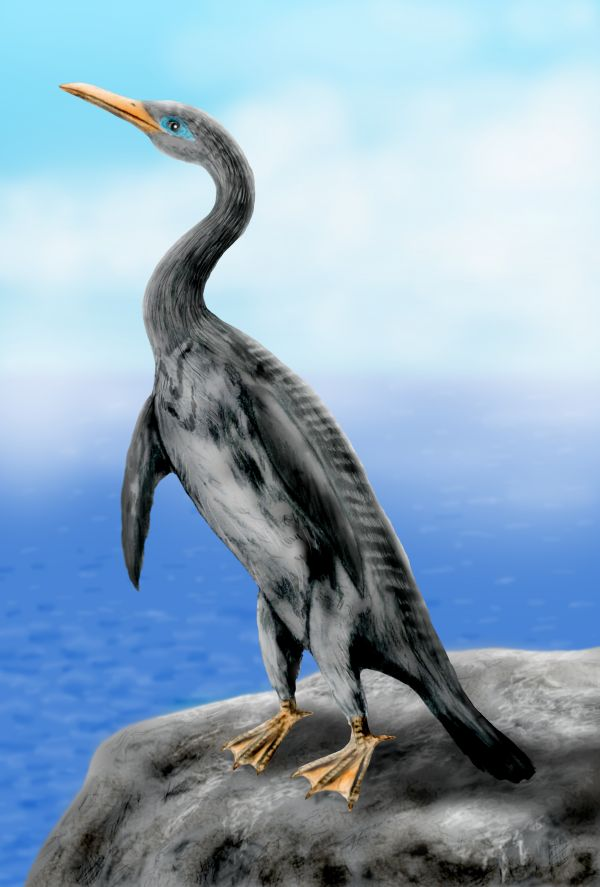
C. hexerisの生体想像復元図

C. hexerisは推定全長1.2メートルの種である。烏口骨の形態はプロトプテルム科の中でもプロトプテルムよりトンサラに類似する。上腕骨はホッカイドルニスよりも湾曲が乏しく、上腕骨遠位端の三頭筋溝はトンサラのものよりも深い。中手骨は相対的にホッカイドルニスよりも長い。また遠位端自体も平坦ではなく、背側顆がより発達していて、上腕骨体の中央に湾曲する。足根中足骨はフォカヴィスのものと比較して頑強である。
C. titanは推定全長が2メートル近い種で、大腿骨から見積られている。プロトプテルムと比較すると大腿骨頭と転子がほぼ同じ高さに位置し、大腿骨体が直線状でかつ頑強であり、また遠位端が拡大しない。発見当初において3メートルとされた推定全長は後に下方修正されたが、それでもなおプロトプテルム科において最大の種の座を維持し、また2005年現在既知の水棲鳥類で最大とされた。

## 生態
コペプテリクスは水棲適応を果たした鳥類の1つであり、頭足類や魚類を捕食していたと考えられている。

## 進化史
コペプテリクスも含め、九州北部から産出したプロトプテルム科鳥類の化石は古第三紀漸新世のものであった。しかし、2008年には佐賀県武雄市からコペプテリクスの可能性のある化石が発見されている。当該の化石は始新世の末から漸新世前期の頃の地層から産出したものであり、既知のプロトプテルム科鳥類化石としては最古級である。この時代のプロトプテルム科鳥類化石は他にも複数が知られているものの、もし当該化石が真にコペプテリクス属のものであるならば、本属は他の属種と共にプロトプテルム科の系統発生から間もなくして出現し、またその後の長きに亘って繁栄した可能性がある。